# Frederik Marcus Knuth

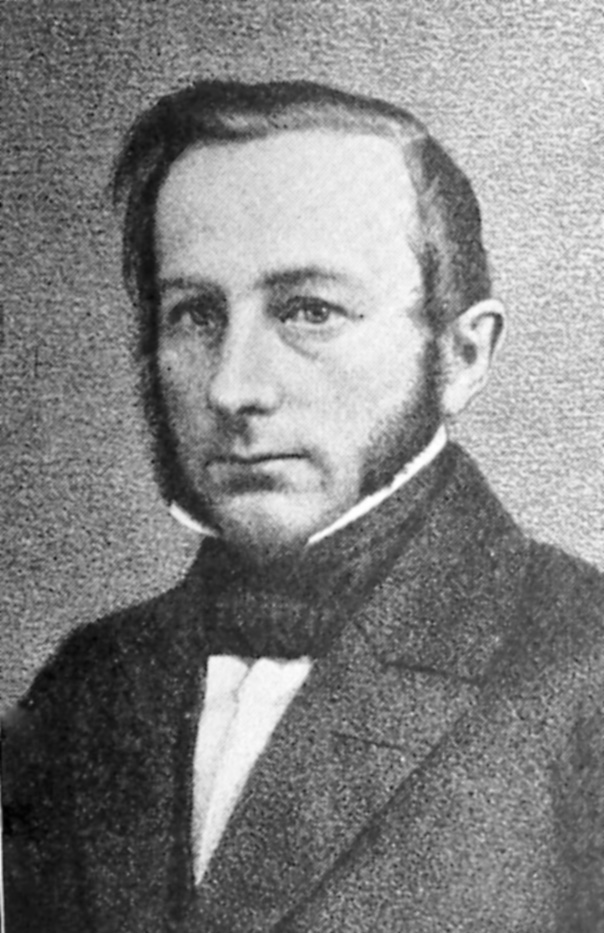
Frederik Marcus Knuth.

Frederik Marcus Knuth, född den 11 januari 1813 i Kristiania (nuvarande Oslo), död den 8 januari 1856, var en dansk politiker.
Knuth avlade studentexamen 1829 och kandidatexamen i juridik 1833. Han hade redan 1818 ärvt grevskapet Knuthenborg och tog över ledningen av det 1836. Han lyckades få det mycket skuldsatta grevskapet i ekonomisk balans. Knuth var frisinnad. Han var 1844–1846 ständerdeputerad, blev 1847 amtman i Sorö och satt under 1848 i marsministären som utrikesminister. Knuth avgick då Fredrik VII avvisade tanken på att dela Slesvig. Han var 1852–1853 ledamot av folketinget och 1854–1855 av landstinget, men kom inte att spela någon betydande roll i något av dem.